# Sungai Besar (Bangko)
Sungai Besar is een bestuurslaag in het regentschap Rokan Hilir van de provincie Riau, Indonesië. Sungai Besar telt 1227 inwoners (volkstelling 2010).